# Gyula város díszpolgára
A Gyula város Önkormányzatának Képviselő-Testülete által adományozott, „Gyula Város Díszpolgára” kitüntető cím a város megbecsülését kifejező elismerés.

## A kitüntetés részletes leírás
A díszpolgári címet kizárólag olyan nem gyulai lakóhellyel rendelkező, magyar vagy külföldi állampolgár kaphatja, aki Gyula város érdekében kiemelkedő teljesítményt nyújtott, munkásságával hozzájárult a város hírnevének gyarapításához, illetve élete során tevékenységével gazdagított az egyetemes civilizáció értékeit. A díszpolgári cím nem csak élő, hanem elhunyt személyek részére is adományozható (posztumusz). 
A díszpolgári címmel jár egy 14 karátos, 15 grammos, a város címerével ellátott arany pecsétgyűrű, illetve egy díszoklevél, mely tartalmazza az adományozás keltét, a polgármester aláírását, valamint Gyula Város Önkormányzatának pecsétlenyomatát. A díszpolgárok nevét közzé kell tenni Gyula város hivatalos honlapján, díszes albumban, valamint Gyula Város Önkormányzatának Képviselő-Testülete által meghozott határozatban. A díszpolgári cím átadására önkormányzati ciklusonként egy alkalommal, március 15-e tiszteletére rendezett ünnepi testületi ülésen vagy egyedi eseményhez kötötten kerül sor.

## Díszpolgárok
| A díszpolgári cím adományozásának éve | Kitüntetett személy         | Kitüntetett személy foglalkozás                                                                                           | A díszpolgári cím adományozásának indokolása |
| ------------------------------------- | --------------------------- | --- | --- |
| 2014                                  | Bognár Levente              | Arad város alpolgármestere                                                                                                | a Gyula-Arad testvérvárosi kapcsolatok elmélyítésében, valamint a „Kézfogások” rendezvény új alapokra helyezésében kifejtett kimagasló tevékenységéért                                                                                              |
| 2008                                  | Csiki József                | a Gyulai Húskombinát volt vezérigazgatója                                                                                 | a gyulai húsipar megtartásáért, fellendítéséért végzett elkötelezett munkálkodásáért, a Gyulai Húskombinát létrehozásában és fejlesztésében elért múlhatatlan érdemeiért, mellyel Gyula város fejlődését szolgálta                                  |
| 2008                                  | M. Szabó András             | Gyula város volt polgármestere                                                                                            | a múlt század derekán, a haza függetlensége, Gyula város biztonsága, rendje érdekében kifejtett tevékenységéért, helytállásáért |
| 2006                                  | Zoltai Dénes                | zeneesztéta, filozófiatörténész                                                                                           | több évtizedes kiemelkedő tudományos munkásságáért, mellyel hozzájárult a város hírnevének gyarapításához, és gazdagította az egyetemes civilizáció értékeit                                                                                        |
| 2005                                  | Stéberl András (posztumusz) | volt hentesmester | a gyulai szárazárugyár alapítója, volt vezetője részére, Gyula városának európai hírnevet eredményező munkássága elismeréséül |
| 2003                                  | Annus Adrián                | sportoló | Gyula városért végzett kiemelkedő munkássága elismeréseként |
| 2003                                  | Dr. Supka Magdolna          | művészettörténész | Gyula városért végzett kiemelkedő munkássága elismeréseként |
| 2002                                  | Dr. Habsburg Ottó           | a Páneurópai Unió tiszteletbeli elnöke                                                                                    | az európai egység megteremtése érdekében végzett több évtizedes tevékenységéért, a magyarság érdekeinek állandó és megalkuvást nem ismerő képviseletéért, Gyula város hírnevének gyarapításáért, az egyetemes civilizáció értékeinek gazdagításáért |
| 2002                                  | Dr. Bene Lajos (posztumusz) | főorvos | Gyula városért végzett több évtizedes kiemelkedő munkásságáért, a város hírnevének gyarapításáért |
| 1999                                  | Dr. Bónis Ferenc            | zenetörténész | n.a. |
| 1999                                  | Dr. Ivány János             | kandidátus | n.a. |
| 1999                                  | Gerhard Stengel             | Bad Vilbel önkéntes tűzoltóságának parancsnoka, Frankfurt 5. számú hivatásos tűzoltó-parancsnokságának helyettes vezetője | a városnak juttatott önzetlen adományaiért |
| 1998                                  | Dr. Halmos Béla             | népzene kutató | n.a. |
| 1998                                  | Berczik Zoltán              | asztalitenisz edző | n.a. |
| 1996                                  | Alfred Fögen                | Ditzingen város főpolgármestere                                                                                           | n.a. |
| 1996                                  | Cesari Giorgio              | Budrio város volt alpolgármestere                                                                                         | n.a. |
| 1996                                  | Kiss György                 | szobrászművész | n.a. |
| 1995                                  | Kósa László                 | történettudomány professzora                                                                                              | n.a. |
| 1995                                  | Pintér Miklós               | orvos-professzor | n.a. |
| 1992                                  | Nádházi János               | politikus | a város életében betöltött kiemelkedő politikai tevékenységéért |
| 1991                                  | Simonyi Imre                | költő | művészi munkásságáért, a város szellemi életében betöltött kiemelkedő szerepéért |